# Lijst van afleveringen van Leesdas Lettervos Boekentas
Dit is een 'lijst van afleveringen van Leesdas Lettervos Boekentas, een Nederlands educatief televisieprogramma uit 2003 ter ondersteuning van de leesmethode veilig leren lezen van Uitgeverij Zwijsen. Het programma was van 2003 tot 2016 op de televisie te zien, in de vorm van een televisieserie. De serie bestaat uit 36 afleveringen, werd geregisseerd door Catharina Fredriks en werd vanaf 2003 uitgezonden door Teleac/NOT.
In elke afleveringen staan bepaalde letters en woorden centraal die het personage Kleine Das leert aan Vosje, en die kinderen toepasten in de werkbladen die aansloten bij de serie. De woorden en letters die in elke aflevering aan bod komen, zijn opgenomen in dit overzicht.
Iedere aflevering heeft een vaste structuur:
- Een korte samenvatting van de vorige aflevering.
- Een kijkvraag die kinderen activeert mee te denken met de verhaalgebeurtenissen.
- De avonturen van Dasje en Vosje.
- Een of twee animaties rond de kernwoorden uit de methode veilig leren lezen.
- Korte filmpjes waarin vaak kinderen uit de doelgroep de hoofdrol spelen.
- Als afsluiting een nieuwe kijkvraag.

De serie bestaat uit 36 afleveringen verdeeld over twee seizoenen.

## Seizoen 1
| Aflevering | Titel                              | Speelduur  | Woorden & Letters            |  |
| --- | ---------------------------------- | ---------- | ---------------------------- |  |
| 1 | "Op weg naar Zuiderland"           | 20 minuten | Ik                           |  |
| Kleine Das ontmoet Vosje, een verdwaald woestijnvosje dat dolgraag weer naar huis wil naar Zuiderland. Kleine Das gaat samen met Vosje op reis.                                                                                            |                                    |            |                              |  |
| 2 | "Wie zit er achter de rozenhaag?"  | 20 minuten | maan /m/, roos /r/           |  |
| Kleine Das en Vosje komen bij een rozenhaag, maar de vervelende stekelrozen laten de twee er niet door. Eerst moeten ze raden hoe de bloemen heten.                                                                                        |                                    |            |                              |  |
| 3 | "De pen en de inktpotvis"          | 20 minuten | vis /v/, sok /s/             |  |
| Dasje en Vosje ontmoeten een grote inktpotvis. Is dat wel een echte vis? En van wie zijn die rare voeten aan de overkant van het water? |                                    |            |                              |  |
| 4 | "Naar het apenbos"                 | 20 minuten | pen /p/, en /e/              |  |
| Kleine Das en Vosje maken kennis met de deftige mijnheer Pen. Een heer waar je u tegen zegt. De dassenfamilie wil een e-mail sturen, maar het lukt niet. Opa Nijdas gaat achter Dasje aan, maar krijgt de grote buitendeur niet meer open. |                                    |            |                              |  |
| 5 | "Aap, laat je nou eens zien!"      | 20 minuten | aap /aa/, teen /t/, een /ee/ |  |
| Kleine Das en Vosje worden door een aap danig in het ootje genomen. |                                    |            |                              |  |
| 6 | "Opa Nijdas zoekt zijn dasje"      | 20 minuten | neus /n/                     |  |
| Vosje en Dasje zijn nog steeds op zoek naar Aap. Aap duikt op en laat neuzen zien en weet Gompie en het mooie boek van Vosje in te pikken. Opa Nijdas ontmoet Vosje, maar raakt hem ook weer kwijt.                                        |                                    |            |                              |  |
| 7 | "De verzameling van Aap"           | 20 minuten | buik /b/                     |  |
| Aap geeft de spulletjes van Dasje en Vosje pas terug als ze een oog vinden. Dasje kijkt door een verrekijker en ontdekt: Aap. Zou Aap nu de weg wijzen naar Zuiderland?                                                                    |                                    |            |                              |  |
| 8 | "Aap wijst de weg naar Zuiderland" | 20 minuten | oog /oo/                     |  |
| Aap weet wel de weg naar Zuiderland. Maar die weg loopt door een rattenhol? |                                    |            |                              |  |
| 9 | "Wie woont hier in dit rattenhol?" | 20 minuten | doos /d/                     |  |
| In het rattenhol komen Dasje en Vosje de malle rattenholbewoners tegen. Opa Rat weet de weg naar Zuiderland. Maar niemand weet waar opa Rat woont.                                                                                         |                                    |            |                              |  |
| 10 | "Rat Lo en de Poesiepoes"          | 20 minuten | poes /oe/                    |  |
| Kleine Das en Vosje komen in het tweede rattenhol, het vrolijke muziekhuis van Lo en Poesiepoes. Lo en Poesiepoes sturen de twee naar rat Leen. Misschien weet Leen waar Opa Rat is?                                                       |                                    |            |                              |  |
| 11 | "Wie weet waar opa Rat woont?"     | 20 minuten | koek /k/, ijs /ij/           |  |
| Dasje en Vosje zijn in het hol van de ratten. Ze ontmoeten Rat 2, Lo, met zijn vriendin de Poesiepoes die enorm dol zijn op liedjes maken van woorden. Van hem krijgen ze de route naar opa Rat, want die weet de weg naar Zuiderland.     |                                    |            |                              |  |
| 12 | "Met opa Rat naar het heksenbos"   | 20 minuten | zeep /z/                     |  |
| Als opa Rat gevonden is, vertelt hij de twee hoe ze naar Zuiderland moeten komen. Ze moeten door het heksenbos heen? Zouden daar echte heksen wonen?                                                                                       |                                    |            |                              |  |
| 13 | "Waar is het heksenhuis van Toos?" | 20 minuten | huis /h/                     |  |
| Nadat Vosje en Dasje opa Rat hebben gevonden kunnen ze eindelijk verder. De weg loopt door het bos van Toos en Moek. |                                    |            |                              |  |
| 14 | "Opa Nijdas vindt zijn dasje"      | 20 minuten | weg /w/                      |  |
| In het heksenhuis van Toos leest Dasje per ongeluk de verkeerde toverspreuk voor. En weg is Vosje... Wat nu? Gelukkig is Opa Nijdas nu in de buurt!                                                                                        |                                    |            |                              |  |
| 15 | "Dasje volgt een vossenspoor"      | 20 minuten | bos /o/, tak /a/             |  |
| Vosje zit in het huis van de tweede heks: Moek. Gelukkig vindt Dasje haar vriendje en ook Opa Nijdas weer terug. |                                    |            |                              |  |
| 16 | "Vosje gaat alleen op reis"        | 20 minuten | hut /u/                      |  |
| Vosje gaat alleen op reis. Dasje weet niet wat ze moet doen. Terug naar huis of...? Vosje sluipt er stilletjes vandoor om Dasje de beslissing te besparen.                                                                                 |                                    |            |                              |  |
| 17 | "Aan het strand van Anderland"     | 20 minuten | reus /eu/                    |  |
| Op het strand van Anderland ontmoeten Dasje en Vosje de reus, Jas en de potvis. |                                    |            |                              |  |
| 18 | "Jas is geen reus"                 | 20 minuten | jas /j/, riem /ie/           |  |
| Op een eilandje in de Zuiderzee woont Jas de zakkenman. Hij kan een vlot bouwen voor Dasje en Vosje. Maar dan duikt die malle inktpotvis weer op. Hij is op zoek naar zijn vriend Pen.                                                     |                                    |            |                              |  |
| 19 | "Potvis, mag ik met je mee?"       | 20 minuten | hout /ou/, bijl /l/          |  |
| Door een aangespoelde flessenbrief komt Dasje erachter dat Pen in Zuiderland is. De potvis wil de twee er dan ook graag naar toebrengen.                                                                                                   |                                    |            |                              |  |
| 20 | "Zeerovers dat zijn wij!"          | 20 minuten | vuur /uu/, De en Het         |  |
| Jas zwaait de zeereizigers uit. Helaas steekt er een storm op en liggen er zeeroverratten op de loer die alles afpakken van Dasje en Vosje.                                                                                                |                                    |            |                              |  |
| 21 | "Eindelijk in Zuiderland"          | 20 minuten | uil /ui/, geit /g/           |  |
| Das en Vosje zijn aangespoeld op het strand van Zuiderland, eindelijk! Maar de ouders van Vosje zijn nergens te bekennen. Wel komen ze een Duif en een Uil tegen die op goocheltournee zijn.                                               |                                    |            |                              |  |
| 22 | "Waar is de Vossenburcht?"         | 20 minuten | pauw /au/                    |  |
| Waar is de Vossenburcht? Duif tovert een ei tevoorschijn waar een pauw uitkomt. Die weet waar de ouders van Vosje zijn gebleven: verhuisd naar een nieuwe Vossenburcht!                                                                    |                                    |            |                              |  |
| 23 | "Kleine Das is Vosje kwijt"        | 20 minuten | duif /f/                     |  |
| Dasje en Duif zoeken naar de nieuwe vossenburcht, door een onhandigheid van Duif zijn ze Vosje uit het oog verloren. |                                    |            |                              |  |
| 24 | "Feest in Zuiderland"              | 20 minuten | ei /ei/, zand /-d/           |  |
| Dasje ontmoet de ouders van Vosje en ook Duif en Vosje weten de nieuwe vossenburcht te vinden. En dan is er groot feest! Eindelijk is Vosje in Zuiderland. Maar Dasje? Hoe komt ze terug naar haar eigen Dassenland?                       |                                    |            |                              |  |

## Seizoen 2
| Aflevering | Titel                               | Speelduur  | Woorden & Letters             |  |
| --- | ----------------------------------- | ---------- | ----------------------------- |  |
| 25 | "Op zoek naar een schip"            | 15 minuten | -                             |  |
| Duif zal voor Dasje een groot schip tevoorschijn goochelen, maar door zijn onhandigheid tovert hij de potvis en de Pen weg. Vosje besluit om Dasje naar de haven te brengen. Daar is vast wel een groot schip te vinden dat terug vaart naar Dassenland. |                                     |            |                               |  |
| 26 | "In de oase"                        | 15 minuten | ring /ng/, oei                |  |
| Dasje en Vosje sjokken door de woestijn richting strand. Ze hebben dorst en ontdekken een waterput in een oase. Dasje verliest haar evenwicht en valt in de put. De twee zien niet dat ze beloerd worden door een vreemde vogel… . |                                     |            |                               |  |
| 27 | "De stoel van de zandman"           | 15 minuten | licht /ch/                    |  |
| De vreemde vogel helpt Vosje om Dasje uit de put te halen. Hij nodigt ze uit bij zijn meester, de zandman. Dat is een magisch figuur die roerloos gevangen zit in een zandstoel . Hij weet Dasje naar zijn stoel te lokken, en als ze gaat zitten bevrijdt ze daarmee de zandman, maar zit ze nu zelf roerloos gevangen in de zandstoel. Zal Dasje nu altijd in dat zandhol moeten blijven? |                                     |            |                               |  |
| 28 | "Een fata morgana"                  | 15 minuten | bank /nk/                     |  |
| Na lang zoeken weet Vosje de formule te vinden waarmee hij Dasje kan bevrijden. Het zandhol stort in; de twee zijn er nog net op tijd uit ontsnapt en rusten uit voor ze weer verder gaan. Maar het lijkt wel of het steeds harder gaat waaien… |                                     |            |                               |  |
| 29 | "Verdwaald in een zandstorm"        | 15 minuten | mooi /ooi/, zo /-o)           |  |
| Er steekt een venijnige zandstorm op en Dasje en Vosje raken haast bedolven onder het zand. Ze worden gered door Fatih, een kleine bedoeïen. Fatih heeft een oude kaart met de strandweg naar de haven. Maar kijk uit voor die vreemde schelpen aan het strand! |                                     |            |                               |  |
| 30 | "Zingende schelpen aan zee"         | 15 minuten | nu, schelpen / 2 lettergrepen |  |
| Aan het strand gekomen zien Dasje en Vosje wel schelpen liggen, maar die lijken niet gevaarlijk te zijn. Maar dan klinkt er prachtig meeslepend gezang en drie zingende schelpen duiken op. Dasje weet op tijd haar oren dicht te stoppen, maar Vosje wordt door het zeelied de zee ingetrokken en verdwijnt in de golven.                                                                  |                                     |            |                               |  |
| 31 | "In de klauwen van de boze Barbar"  | 15 minuten | mooi - Mooier - Mooist        |  |
| Onder de zeespiegel wordt Vosje gevangengehouden door Barbar, een valse inktvis. Ook de drie zeeroverratten zijn in de tentakels van dit monster terechtgekomen. Dasje verzint een list: ze leert de schelpen een lied waarmee Vosje de zee weer uit gezongen kan worden! |                                     |            |                               |  |
| 32 | "Thuisthee voor kleine Das"         | 15 minuten | -je, -pje                     |  |
| Zowel Vosje als de zeeroverratten ontsnappen zo aan Barbar. Dasje kan met het schip van de zeerovers mee, maar de nu in een meeuw veranderde Toos uit het heksenbos, heeft thuisthee voor Dasje meegebracht. |                                     |            |                               |  |
| 33 | "Welkom in de Warboel"              | 15 minuten | -ig / samenstellingen         |  |
| In Warboel stuitert een stel vrolijke losbollen rond. Dasje is de kluts kwijt, roepen ze. Als ze die kluts heeft gevonden, mag ze Warboel uit. Maar hoe vind je een kluts? |                                     |            |                               |  |
| 34 | "Dasje is de kluts kwijt"           | 15 minuten | lief - Liever - Liefst        |  |
| Een van de losbollen heeft een bouwpakket voor klutsen, maar de klutsen zijn ook gratis te krijgen of zelf te maken. Daar heeft Dasje spullen voor nodig die in de warwinkel te krijgen zijn. Maar pas daar op voor de boze bollenbaas! ? |                                     |            |                               |  |
| 35 | "Bij de Bollenbaas in de warwinkel" | 15 minuten | -eeuw / gebruik van meervoud  |  |
| Dasje volgt een rode draad en komt zo bij de warwinkel. Daar wacht de boze bollenbaas op haar. Maar zo boos is hij niet; die bollenbaas bestaat uit de drie bollen, die zich schaterend losmaken uit een bollenjas. En ze hebben de kluts van Dasje gevonden. Jammer genoeg laat een van die bollen de kluts op de grond vallen... kapot!                                                   |                                     |            |                               |  |
| 36 | "Welkom terug in Dassenland"        | 14 minuten | -                             |  |
| Gelukkig zijn er nog reserveklutsen. Zo vindt Dasje haar kluts terug. Ze opent de klutspot, ademt diept de geur in en staat weer in het dassenhol! De dassen vieren een uitbundig welkomstfeest voor Dasje. |                                     |            |                               |  |